# Dangara
Dangʻara (in uzbeco Данғара?; in russo Дангара?, Dangara) è una città uzbeka della regione della Fergana e dista circa 75 km dal capoluogo dell'omonima città. La città è il capoluogo del distretto di Dangara.
La città è servita dalla strada nazionale tra Kokand e Tashkent, la linea ferroviaria tra Kokand e Namangan e l'aeroporto di Namangan, il quale dista circa 70km dalla città.
L'economia della città di Dang'ara è supportata dall'industria tessile ed alimentare e da aziende di edilizia.

## Società

### Evoluzione demografica
| Anno | Popolazione | Nota  |
| ---- | ----------- | ----- |
| 1989 | 7983        | [ 3 ] |
| 2000 | 8800        |       |